# Dødsspillet (roman)
 For alternative betydninger, se Dødsspillet. (Se også artikler, som begynder med Dødsspillet)
Dødsspillet (originaltitel The Hunger Games) er en science fictionroman af den amerikanske forfatter Suzanne Collins. Den handler om den 16-årige Katniss Everdeen og første bind i en trilogi. 2'eren er Løbeild og 3'eren Oprør. Dødsspillet blev udgivet i USA den 14. september 2008 og er blevet filmatiseret i 2012, hvor Jennifer Lawrence spiller Katniss Everdeen.

## Handling
I ruinerne af det gamle Nordamerika ligger nu, ca. 100 år efter, landet Panem, som bestod af tretten distrikter og Capitol. Efter "De Mørke dage", hvor distrikterne satte sig imod Capitol (og hvor distrikt tretten, som stod for atomvåben, blev udslettet), besluttede Capitol sig for at kreere Dødsspillet. Hvert år ved høsten tvinger magthaverne i Panem hver af de 12 distrikter til at udvælge en pige og en dreng, som bliver valgt ved lodtrækning, til at deltage i Dødsspillet – den årlige kamp om liv og død på direkte TV, som hele Panem er nødsaget til at se.
Den pige, som i år bliver valgt fra distrikt 12, hedder Katniss Everdeen, og det er ikke en af de endnu fortabte sonere fra det fattigste distrikt af de alle 12 i alt.
Katniss far døde i en mineeksplosion, da hun var 11 år, og lillesøsteren (Primrose, som er 12, da Katniss bliver valgt) 7. Efter det blev moren apatisk, og Katniss var nødt til at tage sig af sin søster på egen hånd
Da 16-årige Katniss' lillesøster Primrose Everdeen, også kaldet Prim, bliver udtrukket til at deltage i Dødsspillet, overtager Katniss frivilligt hendes plads for at beskytte hende. Katniss ser dette som sin dødsdom, men hun har tit haft døden tæt inde på livet i distrikt 12, hvor hun alene sørger for moren og søsterens mad ved at jage illegalt i skoven med sin ven Gale, og hun er klar til at kæmpe.
I Dødspillet har hvert distrikt to deltagere (en dreng og en pige), altså i alt 24 deltagere. Ved Jubilæums-spillene kan der være flere deltagere. Alle deltagerne (også kaldet sonere) skal ud i en arena et sted i landet Panem, en arena, hvor området kan være alt lige fra ørken til islandskab. Det gælder nu om at slå de andre ihjel, inden man selv bliver slået ihjel. Vinderen kommer tilbage til et liv med masser af rigdom og kommer til at bo i vinderhusene med andre tidligere vindere som nærmeste naboer.
Katniss og den mandlige soner Peeta bliver nu guidet af den eneste nulevende vinder ud af to, der har overlevet Dødsspillet fra distrikt 12, drukkenbolten Haymitch. De virker chanceløse i forhold til de andre sonere fra de rigere distrikter, der har trænet og altid haft mad. Men Katniss er villig til at gøre hvad som helst for at komme hjem til Prim.

## Distrikterne
Oversigt over distrikterne og hvad de laver. Oversigten gælder for bog 1. Der kan være udslettede distrikter senere hen. Alle distrikterne videregiver varerne til Capitol, så distrikterne får ikke selv lov til at beholde varerne de producerer.
Det er forbudt at jage, og såkaldte "Fredsvogtere" holder styr på reglerne. Mens f.eks. distrikt 11 og 12 er fattige og mange sulter, kan Capitol bedre lide distrikt 2, hvilket resulterer i at de får mere mad.
Distrikt 1 ~ Luksusvarer
Distrikt 2 ~ Våben
Distrikt 3 ~ Teknologi
Distrikt 4 ~ Fiskeri
Distrikt 5 ~ Energi
Distrikt 6 ~ Transport
Distrikt 7 ~ Træ
Distrikt 8 ~ Tekstil
Distrikt 9 ~ Korn
Distrikt 10 ~ Husdyr
Distrikt 11 ~ Landbrug
Distrikt 12 ~ Kulminer
Distrikt 13 ~ Atomvåben ((Udslettet),
men 13 er der stadig under jorden)